# Siójut
Siójut község Somogy vármegyében, a Siófoki járásban.

## Fekvése
A Mezőföld nyugati peremének fennsíkjai és a Külső-Somogy dombividékének határán, a Sió-csatorna jobb partján, annak hajdan árterében, Balatonszabadival szemben helyezkedik el. (A két települést a 6403-as számú mellékút hídja köti össze.) A megye északkeleti részén fekszik, fekszik, a Balatonszabadi-Ságvár közti 6403-as út mentén. A Sió szabályozása miatt korábbi ártéri jellegét túlnyomórészt elvesztette, a nagy hagyományokkal bíró halászat megszűnt. A löszös területen nagy erőfeszítésekkel honosították meg a szőlőművelést.
Az 1950-es évek nagyüzemi gazdálkodása, a téeszesítés eltüntette a Siót övező ligetes galériaerdők nagy részét, a sovány földekről az erózió elhordta a termőréteget, így a környék ma jobbára félsivatagos jellegű, kisebb fasorokkal szabdalt, igen nehezen művelhető, kietlen pusztaság.
Vonattal elérhető a Kaposvár–Siófok-vasútvonalon.

## Története
A települést először II. András okmánya említi 1229-ben, mely a községet a veszprémi káptalannak adományozza. A község neve a török eredetű Jutas személynévből származtatható.
Az Árpád-korban alapított település, mely a mai falutól délre, a Sió mentén fekvő apró halászfalu volt. 1302-ben pusztaként (possessio Jwth) fordult elő, majd 1335-ben a váci egyháznak voltak itt birtokai. Vásáros hely volt; 1356-ban és 1378-ban már régi hetivásárait is említették az oklevelek, e kiváltságában 1378-ban Nagy Lajos király újból megerősítette a helységet. 1407-ben a Marczaliak birtokába került, Marczali János 1455-ben kelt végrendeletében a helységet a toldi pálosoknak hagyományozta. 1460-ban a Berzenczeiek, vagy másként a Berzenczei Lorántfiak, 1461-ben pedig Keményfalvi Török Ambrus vette zálogba a Marczali család itteni birtokait. 1467-ben Enyingi Török Péteré volt, majd 1495-ben a Báthoriak nyerték adományu, 1536-ban pedig már Pekry Lajos volt a földesura. Az 1571-1582 évi török kincstári adólajstromban Jud alakban fordult elő, 25 házzal. A török időkben teljesen elpusztult. Az egykori falucska maradványai ma is jól kivehetők. Beépítetlen, ám intenzíven művelt területen fekszik, ezért folyamatosan pusztul. alapos régészeti feltárására azonban anyagi erőforrások híján eddig nem volt mód, holott a falu templomát övező temetőből előkerült, 12. századi, limoges-i zománctechnikával készült Krisztus-szobor ma a Somogy Megyei Múzeumban látható.
1715-ben 9 háztartást írtak benne össze. Egy 1710 előtti összeírás szerint még a gróf Széchényieké volt, 1715-ben azonban már a Bogyay családé. 1733-ban a herczeg Esterházy-féle hitbizományhoz tartozott. 1767-ben ismét gróf Széchenyi Zsigmondé volt. Ettől kezdve a gróf Széchényi család volt a földesura.
Az 1950-es években Siójuton orosz laktanya működött. Az 1956 -os forradalom idején az itt állómásozó szovjet/orosz katonákat Siófokra és Tabra vezényelték[forrás?].
Siójut nevének írásmódjai a kezdetektől napjainkig: Jud, Jod, Juth, Jut, Siójut.

## Közélete

### Polgármesterei
- 1990–1994: Sárai Gyula (független)[3]
- 1994–1998: Sárai Gyula (független)[4]
- 1998–2002: Sárai Gyula (független)[5]
- 2002–2006: Papp János (független)[6]
- 2006–2010: Papp János (független)[7]
- 2010–2014: Krisztin Endre (független)[8]
- 2014–2019: Krisztin Endre (független)[9]
- 2019–2022: Balassáné Ujvári Zsuzsanna (független)[10]
- 2022–2024: Balassáné Ujvári Zsuzsanna (független)[11]
- 2024– : Balassáné Ujvári Zsuzsanna (független)[1]

A településen 2022. november 20-án időközi polgármester-választást (és képviselő-testületi választást) kellett tartani, mert az addigi képviselő-testület augusztus 29-én feloszlatta magát. A választáson a hivatalban lévő polgármester is elindult, és a szavazatok csaknem 86 százalékának megszerzésével meg is erősítette pozícióját.

## Népesség
A település népességének változása:
| Lakosok száma | 620  | 624  | 628  | 644  | 638  | 604  | 623  |
|               | 2013 | 2014 | 2015 | 2021 | 2022 | 2023 | 2024 |

A 2011-es népszámlálás során a lakosok 92,2%-a magyarnak, 0,6% cigánynak, 0,2% lengyelnek, 1,8% németnek, 0,3% románnak mondta magát (7,1% nem nyilatkozott; a kettős identitások miatt a végösszeg nagyobb lehet 100%-nál). A vallási megoszlás a következő volt: római katolikus 49%, református 21,9%, evangélikus 0,8%, görögkatolikus 0,3%, felekezet nélküli 12,3% (14,8% nem nyilatkozott).
2022-ben a lakosság 85,3%-a vallotta magát magyarnak, 2,8% németnek, 0,5% cigánynak, 0,3% lengyelnek, 0,2% románnak, 0,2% horvátnak, 0,2% örménynek, 0,2% bolgárnak, 1,7% egyéb, nem hazai nemzetiségűnek (13,2% nem nyilatkozott; a kettős identitások miatt a végösszeg nagyobb lehet 100%-nál). Vallásuk szerint 32,4% volt római katolikus, 12,2% református, 1,4% evangélikus, 0,8% görög katolikus, 0,2% ortodox, 0,3% egyéb keresztény, 0,8% egyéb katolikus, 14,4% felekezeten kívüli (37,5% nem válaszolt).

## Nevezetességei
- Református templom - (klasszicizáló késő barokk) 1830-ban épült.
- Faluház, benne néprajzi gyűjtemény iskolai eszközökkel és a falusi háztartás eszközeivel és a Katica Bábcsoport emlékszobájával
- Siójuton született Varga Imre szobrászművész.
- A Katica Bábcsoportot Róka Gyula tanító és fafaragó művész vezette; bábmozgató szereplői az alsó tagozatos általános iskola növendékei voltak.

## Híres emberek
- Itt született Baky Albert festőművész, grafikus (1868–1944)